# Věra Galatíková
Věra Galatíková (19. srpna 1938 Zlín – 21. prosince 2007 Kladno) byla česká divadelní a filmová herečka a dabérka. Byla manželkou herce Ladislava Freje, matka herce Ladislava Freje mladšího a herečky Kristýny Frejové.

## Život
Po maturitě na pedagogickém gymnáziu rok učila v jihomoravském Vracově, následně vystudovala činoherní herectví na Janáčkově akademii múzických umění v Brně (absolutorium 1962), poté působila ve Východočeském divadle v Pardubicích (1962–1967), Činoherním klubu (1967–1972), Divadle S. K. Neumanna (1972–1979) a Městských divadlech pražských (1979–1993). Od roku 1993 až do svého skonu byla členkou činohry Národního divadla, v roce 1994 získala výroční divadelní Cenu Thálie. Spolupracovala s filmem, rozhlasem, televizí a Lyrou Pragensis.
Věnovala se také dabingu, hlas propůjčila například francouzské herečce Annie Girardotové. V roce 1988 byla jmenována zasloužilou umělkyní a za celoživotní mistrovství v dabingu obdržela v roce 2000 Cenu Františka Filipovského. Od roku 1993 byla pedagogicky činná jako docentka herecké tvorby na DAMU.
Jako silná kuřačka bojovala posledních pět let života s nádorovým plicním onemocněním, kterému nakonec v prosinci 2007 podlehla. Bylo jí 69 let. Ještě předtím se však angažovala v protikuřácké kampani.
Zemřela 21. prosince 2007 v Kladně, pohřbena je na Motolském hřbitově v Praze 5.

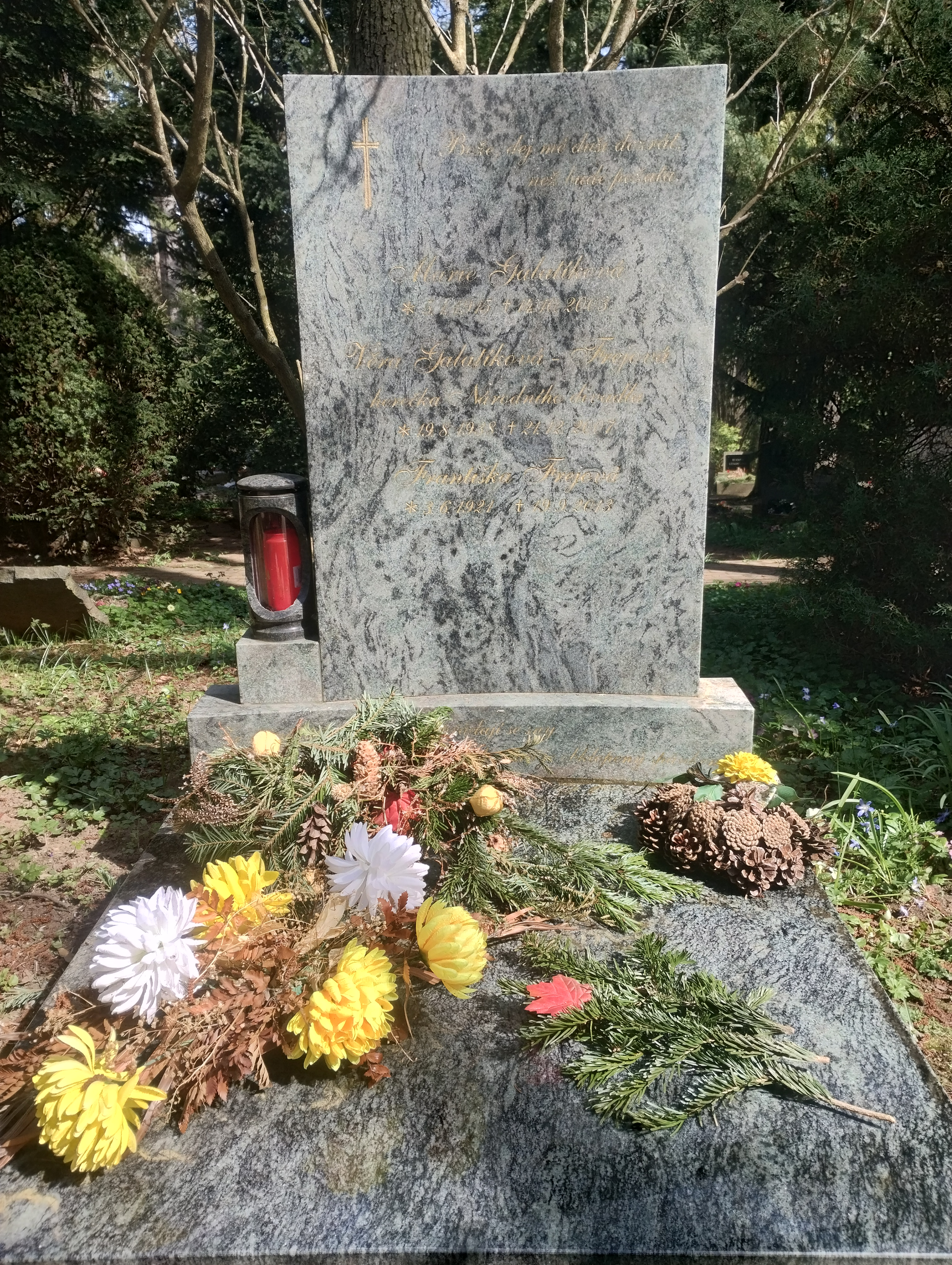
Hrob Věry Galatíkové na Motolském hřbitově

## Vybrané filmy a seriály
- 1967 Údolí včel
- 1968 Všichni dobří rodáci
- 1969 Skřivánci na niti
- 1976 Dým bramborové natě
- 1984 Sanitka
- 1984 My všichni školou povinní (TV seriál)
- 1985 Skalpel, prosím
- 1997 Četnické humoresky
- 1999 Návrat ztraceného ráje
- 2000 Anděl Exit, Kytice

## Rozhlas
- 1976 Stendhal: Kartouza parmská, dvoudílná četba, překlad Miloslav Jirda, četli: Fabrizzio del Dongo (Alfred Strejček), Gina San Severinová (Věra Galatíková), hrabě Mosca (Martin Růžek), Klélie (Jana Preissová), Conti (Josef Patočka), Kníže (Čestmír Řanda), generální prokurátor Rassi (Antonín Hardt), Cecchina (Daniela Hlaváčová), markýza Raversiová (Karolína Slunéčková), Marietta (Jana Drbohlavová), Giletti (Alois Švehlík), herec (Artur Šviha), hlas (Milan Mach) a Fontana, generál (Vladimír Pospíšil); režie: Miroslava Valová.[8]
- 1989 Gustave Flaubert: Prosté srdce, povídka, četla: Věra Galatíková, připravil: Vladislav Hora, překlad: Vendulka Tůmová, režie: Vladimír Tomeš.